# Francesco Tavano
Francesco Tavano (ur. 2 marca 1979 w Casercie) – włoski piłkarz, który występował na pozycji napastnika. Obecnie trener Tuttocuoio.

## Kariera
Francesco Tavano jako junior do 18. roku życia trenował w klubie Nola Calcio. Następnie trafił do Fiorentiny i występował w zespole Primavery. Zawodową karierę Włoch rozpoczął w 1999 roku w Pisie Calcio, z którą zajął 2. miejsce w Serie C1 oraz zdobył Puchar Serie C. Kolejny sezon spędził w Rondinelli Calcio, gdzie stał się podstawowym zawodnikiem i w 46 meczach Serie C2 zdobył 21 goli.
Latem 2001 roku Tavano podpisał kontrakt z Empoli FC i w debiutanckim sezonie awansował z nim do pierwszej ligi. W Serie A zadebiutował 29 września 2002 roku podczas wygranego 3:1 meczu z Perugią Calcio. Podczas rozgrywek 2002/2003 Tavano rozegrał w lidze 24 mecze, jednak tylko 10 z nich w podstawowym składzie. O miejsce w ataku rywalizował głównie z Tommaso Rocchim, Antonio Di Natale i Marco Borriello. W sezonie 2003/2004 Empoli spadło do Serie B, gdzie Tavano strzelając 19 goli w dużym stopniu przyczynił się do powrotu swojej drużynie do najwyższej klasy rozgrywek w kraju. W sezonie 2005/2006 Tavano zdobył w Serie A również 19 goli zajmując 4. miejsce w klasyfikacji najlepszych strzelców ligi.
Po zakończeniu rozgrywek Tavano dostał kilka ofert z zagranicznych klubów, między innymi od Realu Madryt. Ostatecznie podpisał jednak 4-letni kontrakt z Valencią, w barwach której zadebiutował w Lidze Mistrzów. W hiszpańskim zespole Tavano jednak się nie sprawdził i w rundzie jesiennej zanotował tylko 3 występy w Primera División nie zdobywając w nich żadnej bramki. Podstawowymi napastnikami ekipy z Estadio Mestalla byli bramkostrzelni David Villa i Fernando Morientes. 4 stycznia 2007 roku Tavano na zasadzie wypożyczenia powrócił do Włoch zasilając Romę, gdzie również nie wywalczył sobie miejsce w podstawowym składzie.
Pod koniec czerwca 2007 roku działacze Valencii sprzedali Tavano do Livorno Calcio. W debiutanckim sezonie w nowym klubie Włoch w 30 występach strzelił 10 goli będąc najlepszym strzelcem swojej drużyny. Livorno zajęło jednak ostatnie miejsce w tabeli i spadło do Serie B. 30 sierpnia 2008 roku włoski napastnik strzelił hat-tricka w meczu z US Avellino, który zakończył się zwycięstwem Livorno 3:1. W drugiej lidze Tavano zdobył łącznie 24 gole i został królem strzelców rozgrywek, a jego klub powrócił do Serie A.